# SYSTEM.INI
SYSTEM.INI – podstawowy plik INI używany w najwcześniejszych wersjach systemu Microsoft Windows (Windows 1.x, 2.x, 3.x, NT 3.x), aby załadować sterowniki urządzeń i domyślną powłokę Windows (Menedżer programów lub Windows Explorer). W systemach Windows 9x niektóre ustawienia zawarte w System.ini były jeszcze respektowane, ale plik zaczął być zastępowany rejestrem systemu Windows. W systemach Windows NT 4.0, Windows 2000, Windows XP, Windows Server 2003, Windows Vista, Windows Server 2008 i Windows 7 plik System.ini jest obecny i ma ograniczony wpływ na funkcjonowanie systemu. Służy on tylko do zapewnienia zgodności z aplikacjami 16-bitowymi (tylko wersje 32-bitowe tych systemów) i najstarszymi aplikacjami 32-bitowymi. W pliku SYSTEM.INI określone są również czcionki stosowane przez interpreter poleceń systemu Windows.
Po świeżej instalacji tych systemów plik System.ini zawiera tylko poniższe linie (1. linia stanowi komentarz wskazujący na główne przeznaczenie pliku):
```
; for 16-bit app support

[drivers]

wave
=
mmdrv.dll

timer
=
timer.drv

[mci]

[driver32]

[386enh]

woafont
=
dosapp.FON

EGA80WOA.FON
=
EGA80WOA.FON

EGA40WOA.FON
=
EGA40WOA.FON

CGA80WOA.FON
=
CGA80WOA.FON

CGA40WOA.FON
=
CGA40WOA.FON

```